# Авдятово
Авдятово — деревня в Островском районе Псковской области. Входит в состав Островской волости.
Расположена в 21 км к северу от города Остров и в 2 км к северу от деревни Дуловка, у автодороги М20 Псков — Остров.

## Население
| 2001 | 2002 | 2010 |
| ---- | ---- | ---- |
| 6    | ↘3   | →3   |

## История
Деревня до 2005 года деревня входила в состав ныне упразднённой Дуловской волости, затем до апреля 2015 года входила в состав ныне упразднённой Волковской волости Островского района.